# Campeonato Brasiliense de Futebol Feminino de 2021
O Campeonato Brasiliense de Futebol Feminino de 2021 foi a 25ª edição deste campeonato de futebol feminino organizado pela Federação de Futebol do Distrito Federal (FFDF), o torneio teve início em 25 de setembro e terminou em 27 de novembro.

## Regulamento
Na primeira fase da competição, os seis times vão disputar em grupo único jogos de ida e volta em pontos corridos. Ao final dos confrontos, os dois primeiros da tabela serão classificados para a final. A final, que será disputada em partida única, valendo a vaga para a Série A3 de 2022 para o campeão, desde que não esteja em outras séries da competição nacional, caso isso aconteça a vaga será repassada ao time de melhor campanha não qualificado. O time com melhor desempenho na primeira fase terá vantagem do empate.

### Critérios de desempate
O desempate entre duas ou mais equipes na primeira fase seguiu a ordem definida abaixo:
1. Número de vitórias
2. Saldo de gols
3. Gols marcados
4. Menor número de cartões vermelhos recebidos
5. Menor número de cartões amarelos recebidos
6. Sorteio

## Participantes
| Equipe         | Localidade         |
| -------------- | ------------------ |
| ARUC           | Cruzeiro           |
| CRESSPOM       | Brasília           |
| Estrelinha     | Ceilândia          |
| Legião         | Brasília           |
| Minas Brasília | Brasília           |
| Real Brasília  | Núcleo Bandeirante |

## Primeira Fase

### Confrontos
|                | ARUC | CRE  | EST  | LEG | MBR  | RBA  |
| -------------- | ---- | ---- | ---- | --- | ---- | ---- |
| ARUC           | —    | 0–12 | 2–3  | 0–2 | 0–15 | 0–3  |
| CRESSPOM       | 2–0  | —    | 10–0 | 6–2 | 4–1  | 1–1  |
| Estrelinha     | 0–1  | 0–3  | —    | 0–4 | 0–4  | 0–11 |
| Legião         | 3–0  | 0–6  | 2–0  | —   | 0–1  | 1–3  |
| Minas Brasília | 8–0  | 2–1  | 7–0  | 6–0 | —    | 0–1  |
| Real Brasília  | 8–0  | 3–0  | 7–0  | 2–0 | 2–2  | —    |

|  |                     |  |        |  |                      |
|  | Vitória do Mandante |  | Empate |  | Vitória do Visitante |

## Final
| 27 de novembro | Real Brasília | 2 – 1 | Minas Brasília | Defelê, Brasília                 |
| 10h00min       |               |       |                | Árbitro: Maguielson Lima Barbosa |

## Premiação
| Campeão do Campeonato Brasiliense de Futebol Feminino de 2021 |
| ------------------------------------------------------------- |
| Real Brasília Campeão (3° título)                             |